# بریتیش یونایتد ایرویز
بریتیش یونایتد ایرویز (انگلیسی: British United Airways) شرکت هواپیمایی بریتانیایی بود، که در سال ۱۹۶۰ تأسیس شد.